# تشارلز هيوز
تشارلز هيوز (بالإنجليزية: Charles Hughes)‏ هو محامي وسياسي أمريكي، ولد في 27 فبراير 1822 في نيو أورلينز في الولايات المتحدة، وتوفي في 10 أغسطس 1887. حزبياً، نشط في الحزب الجمهوري والحزب الديمقراطي. وقد انتخب عضو مجلس ولاية نيويورك وانتخب عضو مجلس النواب الأمريكي.